# Maxus T90
La Maxus T90 è un'autovettura di tipo pick-up prodotto dalla casa automobilistica cinese Shanghai Automotive Industry Corporation (SAIC) con il marchio Maxus a partire dal 2021.

## Descrizione
La T90 è il terzo pick-up prodotto dalla SAIC per il mercato sia cinese che estero ed ha debuttato al salone di Shanghai 2021.
L'abitacolo del Maxus T90 presenta un cruscotto digitale da 10,25 pollici e un display centrale da 12 pollici per impianto multimediale, sono entrambi leggermente inclinati verso il guidatore.

### Motorizzazioni
A spingere il T90 c'è un motore diesel a quattro cilindri in linea montato in posizione anteriore longitudinale da 2.0 turbo denominato SAIC π Bi-Turbo che sviluppa una potenza massima di 120 kW (163 cavalli) e una coppia di 400 Nm, oppure dotato di doppia sovralimentazione mediante due turbine che sviluppa una potenza massima di 160 kW (215 cavalli) e una coppia di 500 Nm. I motori sono abbinati ad un cambio manuale a 6 rapporti oppure a un automatico a 6 rapporti o ad un convertitore di coppia ZF a 8 rapporti. Di base è dotato della sola trazione posteriore, ma è disponibile anche la trazione integrale come optional.
Oltre alle versioni con propulsore endotermico, c'è anche una versione completamente elettrica a cui è abbinato un motore elettrico sincrono a magneti permanenti da 177 CV (130 kW) e che ha un'autonomia di circa 535 km secondo il ciclo di omologazione NEDC. Ad alimentare la vettura c'è una batteria agli ioni di litio dalla capacità di 88,55 kWh.

## Riepilogo versioni
| Motorizzazioni       | Motorizzazioni                 | Motorizzazioni      | Motorizzazioni       | Motorizzazioni                  | Motorizzazioni              | Motorizzazioni            | Motorizzazioni |
| Versione             | Trasmissione                   | Motore              | Cilindrata           | Potenza                         | coppia                      | Normativa sulle emissioni | Alimentazione  |
| -------------------- | ------------------------------ | ------------------- | -------------------- | ------------------------------- | --------------------------- | ------------------------- | -------------- |
| SDEC SC20M monoturbo | Manuale o automatico a 6 marce | 4 cilindri in linea | 1996 cm³ (2,0 litri) | 120 kW (163 CV) a 4000 giri/min | 400 Nm a 1500-2400 giri/min | Euro 6b                   | Diesel         |
| SDEC SC20M buturbo   | Manuale o automatico a 6 marce | 4 cilindri in linea | 1995 cm³ (2,0 litri) | 160 kW (218 CV) a 4000 giri/min | 500 Nm a 1500-2400 giri/min | Euro 6b                   | Diesel         |
| 130 KW EV            | -                              | -                   | -                    | 130 kW (177 CV)                 | 310 Nm                      | -                         | Elettrico      |